# Кислотно-основний дисбаланс
Кислотно-основний дисбаланс — це порушення нормального балансу кислот і основ в організмі людини, яке призводить до відхилення pH плазми від нормального діапазону (7,35–7,45). У плода нормальний діапазон залежить від того, з якої судини береться проба (pH пупкової вени зазвичай становить від 7,25 до 7,45; pH пупкової артерії зазвичай становить від 7,18 до 7,38). Він може проявлятися різного ступеня тяжкості, деякі з них загрожують життю.

## Класифікація
Надлишок кислоти називається ацидозом або ацидемією, тоді як надлишок основ — алкалозом або алкаліємією. Процес, що викликає дисбаланс, класифікується на основі причини порушення (дихальна чи метаболічна) та напрямку зміни pH (ацидоз чи алкалоз). Це призводить до наступних чотирьох основних процесів:
| процес                | рН | CO2 | компенсація  |
| --------------------- | -- | --- | ------------ |
| метаболічний ацидоз   | ▼  | ▼   | респіраторна |
| респіраторний ацидоз  | ▼  | ▲   | ниркова      |
| метаболічний алкалоз  | ▲  | ▲   | респіраторна |
| респіраторний алкалоз | ▲  | ▼   | ниркова      |

### Змішані розлади
Наявність лише одного з перерахованих вище порушень називається простим кислотно-основним порушенням. При змішаному розладі одночасно виникає більше одного порушення. Змішані розлади можуть характеризуватися одночасним ацидозом та алкозом, які частково протидіють один одному, або можуть бути два різні стани, що впливають на pH в одному напрямку. Наприклад, фраза «змішаний ацидоз» стосується метаболічного ацидозу в поєднанні з респіраторним ацидозом. Можлива будь-яка комбінація, оскільки метаболічний ацидоз та алкалоз можуть співіснувати разом.

### Розрахунок дисбалансу
Традиційним підходом до вивчення кислотно-лужної фізіології був емпіричний підхід. Основними варіантами є підхід з визначенням надлишку основи та підхід з визначенням бікарбонату. Сучасним є кількісний підхід, запропонований Пітером А. Стюартом у 1978 році.

## Причини
Існує безліч причин, через які може відбуватися кожен із чотирьох процесів (докладніше описано в кожній статті). Загалом, джерела посилення кислотності включають:
1. Затримку вуглекислого газу
2. Утворення нелетких кислот внаслідок метаболізму білків та інших органічних молекул
3. Втрата бікарбонату з калом або сечею
4. Вживання кислот або попередників кислот

Шляхами втрати кислоти є:
1. Використання іонів водню в метаболізмі різних органічних аніонів
2. Втрата кислоти з блювотними масами або сечею
3. Шлункова аспірація в лікарні
4. Сильна діарея
5. Втрата вуглекислого газу через гіпервентиляцію

## Компенсація
Кислотно-основний баланс організму жорстко регулюється. Існує кілька буферних агентів, які оборотно зв'язують іони водню та перешкоджають будь-якій зміні pH. Позаклітинні буфери включають бікарбонат та аміак, тоді як білки та фосфат діють як внутрішньоклітинні буфери. Бікарбонатна буферна система є особливо важливою, оскільки вуглекислий газ (CO2) може перетворюватися через вугільну кислоту (H2CO3) на іони водню та бікарбонат (HCO−
3) , як показано нижче.
{\displaystyle {\ce {HCO_3^- + H+ <=> H2CO3 <=> CO2 + H2O}}}
Кислотно-основний дисбаланс, який долає буферну систему, можна короткостроково компенсувати, змінюючи швидкість вентиляції. Це змінює концентрацію вуглекислого газу в крові, зміщуючи вищезгадану реакцію відповідно до принципу Ле Шательє, що, своєю чергою, змінює pH. Наприклад, якщо pH крові падає занадто низько (ацидемія), організм компенсує це, збільшуючи дихання, виводячи CO2 та зміщуючи реакцію вище праворуч, щоб заливалося менше вільних іонів водню — таким чином pH повернеться до норми. При алкаліємії відбувається навпаки.
Нирки реагують повільніше, але вони мають кілька потужних механізмів для контролю pH шляхом виведення надлишку кислоти або основи. У відповідь на ацидоз, клітини канальців реабсорбують більше бікарбонату з рідини канальців, клітини збірних протоків секретують більше водню та генерують більше бікарбонату, а аміакогенез призводить до посиленого утворення буфера NH3. У відповідь на алкалоз нирки можуть виділяти більше бікарбонату шляхом зменшення секреції іонів водню з канальцевих епітеліальних клітин, а також зниження швидкості метаболізму глутаміну та екскреції аміаку.